# Skinkartige
Die Skinkartigen (Scincoidea) sind ein Taxon der Schuppenkriechtiere (Squamata). Die zu ihnen gehörenden Echsen leben weltweit in den Tropen und Subtropen meist auf dem Erdboden und oft in ariden Gebieten. Nur wenige Skinkartige können klettern und leben in Bäumen. Unter ihnen gibt es schlangenartige Arten mit reduzierten Gliedmaßen. Alle Scincoidea haben eine Zunge, die von übereinanderliegenden, flachen Schuppen bedeckt ist.

## Systematik
Traditionell wurden die Scincoidea mit den Lacertoidea zu den „Scincomorpha“ zusammengefasst:
- Scincomorpha
  - Scincoidea
    - Skinke (Scincidae)
    - Gürtelschweife (Cordylidae)
    - Schildechsen (Gerrhosauridae)
    - Nachtechsen (Xantusiidae)

  - Lacertoidea
    - Echte Eidechsen (Lacertidae)
    - Schienenechsen (Teiidae)
    - Zwergtejus (Gymnophthalmidae)

Daneben vertraten einige Wissenschaftler die Auffassung, dass auch die beinlosen Doppelschleichen (Amphisbaenia) und Schlangenschleichen (Dibamidae) zu den Scincomorpha gehören.
Molekularbiologische Studien verwerfen jedoch inzwischen die Monophylie der Scincomorpha. Die Schlangenschleichen stehen als urtümliche Gruppe an der Basis des Squamaten-Kladogramms. Die Echten Eidechsen (Lacertidae) werden nicht mehr als Skinkartige, sondern als Schwestergruppe der Doppelschleichen angesehen und mit ihnen in das neue Taxon Lacertibaenia gestellt. Mit den Schienenechsen und den Zwergtejus, die ebenfalls nicht mehr zu den Skinkartigen gerechnet werden, bilden sie ein weiteres neues Taxon, die Laterata (auch weiterhin Lacertoidea genannt). Die übrigen Skinkartigen, die Skinke, Nachtechsen, Gürtelschweife und Schildechsen, bilden das neue Taxon Scinciformata, das der bisherigen Überfamilie Scincoidea entspricht; letzterer Name wird jedoch auch weiterhin verwendet.
Das folgende Kladogramm fasst diese molekulare Verwandtschaftshypothese zusammen:
|             | Nachtechsen (Xantusiidae)                                                                     |
|             |                                                                                               |
| Cordyloidea | \| \| Gürtelschweife (Cordylidae) \| \| \| \| \| \| Schildechsen (Gerrhosauridae) \| \| \| \| |
|             | \| \| Gürtelschweife (Cordylidae) \| \| \| \| \| \| Schildechsen (Gerrhosauridae) \| \| \| \| |
|             | Gürtelschweife (Cordylidae)                                                                   |
|             |                                                                                               |
|             | Schildechsen (Gerrhosauridae)                                                                 |
|             |                                                                                               |

|  | Gürtelschweife (Cordylidae)   |
|  |                               |
|  | Schildechsen (Gerrhosauridae) |
|  |                               |

|             | Nachtechsen (Xantusiidae)                                                                     |
|             |                                                                                               |
| Cordyloidea | \| \| Gürtelschweife (Cordylidae) \| \| \| \| \| \| Schildechsen (Gerrhosauridae) \| \| \| \| |
|             | \| \| Gürtelschweife (Cordylidae) \| \| \| \| \| \| Schildechsen (Gerrhosauridae) \| \| \| \| |
|             | Gürtelschweife (Cordylidae)                                                                   |
|             |                                                                                               |
|             | Schildechsen (Gerrhosauridae)                                                                 |
|             |                                                                                               |

|  | Gürtelschweife (Cordylidae)   |
|  |                               |
|  | Schildechsen (Gerrhosauridae) |
|  |                               |